# Thesen & Co.

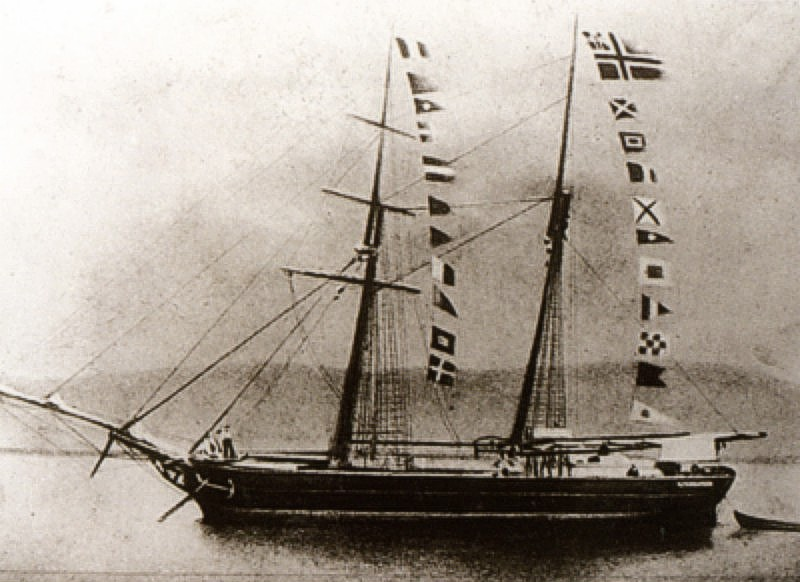
Albatros, Navire de la famille Thesen.

Thesen & Co. est une entreprise créée en Afrique du Sud (dans la colonie du Cap) par la famille Thesen, avec Arnt Leonard Thesen (no) à sa tête. Des problèmes financiers conduisent Arnt Thesen a céder en 1868-1869 la société A.L.Thesen & Co. dans sa ville natale de Stavanger. La famille décide d'émigrer, et navigue sur un navire privé, l'Albatros chargé de bois pour la vente, à destination de la Nouvelle-Zélande; mais à mi-parcours, ils décident plutôt de s'installer dans la ville de Knysna, sur la côte entre le Cap et Port Elizabeth. Ils y démarrent une industrie en grand, basée au Royaume-Uni. L'entreprise comprend scierie, commerce du bois, construction navale et industrie minière. La société construit également des routes et des chemins de fer. Arnt Thesen a sept fils et deux filles, et plusieurs d'entre eux sont engagés dans l'entreprise. La société finit par caractérisé la ville de Knysna et l'île à proximité du centre-ville appelée Thesen island,,. Knysna a un accès facile au bois à la différence du reste de l'Afrique du Sud En 1876, ils achètent 2 000 hectares de forêt et établissent une scierie mue par des moteurs à vapeur. L'entreprise construit également un chemin de fer privé entre les forêts et la ville de Knysna. La société a, dans l'entre-deux-guerres des bureaux à Durban, Port Elizabeth et le Cap, en plus de Knysna. La majorité, des plus de 10 000 km2 de terres dans la région de Knysna appartenaient à Thesen. La société occupe en 1933, plus de 1 000 employés.
Blanka Thesen, la fille d'Arnt Thesen, épouse Francis William Reitz, qui, entre autres choses, a été président de l'État libre d'Orange.

Knysna avec l'île de Thesen dans le lagon.